# Борислав Цонев
Борислав Александров Цонев (нар. 29 квітня 1995, Благоєвград) — болгарський футболіст, півзахисник одеського «Чорноморця» та збірної Болгарії, який виступає на правах оренди за софійську «Славію».

## Клубна кар'єра
Народився в Благоєвграді. Його брат-близнюк Радослав Цонев також став футболістом. Борислав почав займатись футболом у місцевому клубі «Пирин» (Благоєвград), а 2009 році разом із братом був запрошений до академії столичного «Левскі».
27 травня 2011 року дебютував за першу команду «Левскі» у матчі групи «А» у віці 16 років, замінивши Владимира Гаджева наприкінці домашньої гри з «Монтаною» (3:0) в останньому турі сезону 2010/11. 29 квітня 2013 року, коли йому виповнилося 18 років, Борислав підписав свій перший професійний контракт з «Левскі», який був розрахований на 3 сезони
У сезоні 2013/14 Борислав почав частіше виходити на поле і 18 вересня 2013 року забив свій перший гол за клуб у матчі з «Пирином» (Гоце Делчев) (4:0) у Кубку Болгарії. Влітку 2014 року отримав важку травму — розрив передньої зв'язки коліна, від якої відновлювався майже 9 місяців. Він повернувся до гри на початку 2015 року, забивши 3 голи в групі А в 9 іграх до кінця сезону 2014/15.
Борислав добре розпочав сезон 2015/16 і став основним гравцем команди, а 8 серпня 2015 року забив єдиний гол у важливій перемозі з рахунком 1:0 над «Черно море» у гостях. Однак на початку вересня знову отримав травму коліна під час зустрічі молодіжної збірної проти Люксембурга і втратив місце в основі. Наприкінці сезону 2015/16 його контракт не було продовжено.
11 жовтня 2016 року підписав контракт з «Берое» (Стара Загора). Свої перші два голи за команду забив 17 березня 2017 року в матчі проти «Монтани» (3:0). З початку сезону 2017/18 став основним гравцем клубу і оформив хет-трик у міському дербі з «Вереєю» (6:0) 25 листопада 2018 року.
На початку 2019 року відправився у хорватський «Інтер» (Запрешич), де провів півтора роки, а у вересні 2020 року у статусі вільного агента повернувся до «Левскі», де цього разу зумів стати основним півзахисником і за наступні півтора роки забив 12 голів у 30 іграх в усіх турнірах.
14 січня 2022 року розірвав контракт з «Левскі» за обопільною згодою, щоб перейти до одеського «Чорноморця».

## Виступи у збірній
Виступав за юнацькі та молодіжну збірну Болгарії.
29 серпня 2018 року Цонев отримав свій перший виклик до національної збірної Болгарії на матчі Ліги націй УЄФА проти Словенії та Норвегії 6 і 9 вересня. Втім на поле тоді так і не вийшов і зміг дебютувати за збірну лише через три роки — 8 вересня 2021 року, з'явившись у стартовому складі у товариському матч з Грузією (4:1).

## Статистика
Станом на 4 лютого 2022
| Клуб               | Сезон   | Чемпіонат | Чемпіонат | Кубок | Кубок | Міжнародні | Міжнародні | Всього | Всього |
| Клуб               | Сезон   | Ігор      | Голів     | Ігор  | Голів | Ігор       | Голів      | Ігор   | Голів  |
| ------------------ | ------- | --------- | --------- | ----- | ----- | ---------- | ---------- | ------ | ------ |
| «Левскі»           | 2010–11 | 1         | 0         | 0     | 0     | 0          | 0          | 1      | 0      |
| «Левскі»           | 2011–12 | 0         | 0         | 0     | 0     | 0          | 0          | 0      | 0      |
| «Левскі»           | 2012–13 | 2         | 0         | 1     | 0     | 0          | 0          | 3      | 0      |
| «Левскі»           | 2013–14 | 15        | 0         | 5     | 1     | 0          | 0          | 20     | 1      |
| «Левскі»           | 2014–15 | 9         | 3         | 1     | 0     | –          | –          | 10     | 3      |
| «Левскі»           | 2015–16 | 8         | 1         | 0     | 0     | –          | –          | 8      | 1      |
| «Берое»            | 2016–17 | 21        | 2         | 0     | 0     | 0          | 0          | 21     | 2      |
| «Берое»            | 2017–18 | 30        | 4         | 2     | 0     | –          | –          | 32     | 4      |
| «Берое»            | 2018–19 | 18        | 7         | 2     | 1     | –          | –          | 20     | 8      |
| «Інтер» (Запрешич) | 2018–19 | 13        | 4         | 0     | 0     | –          | –          | 13     | 4      |
| «Інтер» (Запрешич) | 2019–20 | 23        | 4         | 2     | 2     | –          | –          | 25     | 6      |
| «Левскі»           | 2020–21 | 10        | 6         | 0     | 0     | –          | –          | 10     | 6      |
| «Левскі»           | 2021–22 | 18        | 5         | 2     | 1     | –          | –          | 20     | 6      |
| Всього             |         | 168       | 36        | 15    | 5     | 0          | 0          | 183    | 41     |